# Eldersburg
Eldersburg is een plaats (census-designated place) in de Amerikaanse staat Maryland, en valt bestuurlijk gezien onder Carroll County.

## Demografie
Bij de volkstelling in 2010 werd het aantal inwoners vastgesteld op 30.531.

## Geografie
Volgens het United States Census Bureau beslaat de plaats een oppervlakte van
109,1 km², waarvan 103,8 km² land en 5,3 km² water.